# جوزيف بي موران
جوزيف بي موران (بالإنجليزية: Joseph P. Moran)‏ هو جراح أمريكي، ولد في 1895 في إلينوي في الولايات المتحدة، وتوفي في 1934 في توليدو في الولايات المتحدة.